# 산문시
산문시(散文詩, prose poem)는 운문(韻文)의 일종으로, 운(韻)·리듬·계조(階調) 등의 형식적 법칙이 있는 보통 시와 달리, 그러한 형식을 떠나서, 더욱 순수한 시적 세계를 만들어 내기 위해서 산문으로 엮은 시를 말한다. 보들레르를 비롯하여, 슈르홀그가 답습하고, 이반 투르게네프나 월트 휘트먼 등이 시도했다. 그 외에도 에이미 로웰의 다색 유리 (Dome of many colored Glasses), 한스 크리스티안 안데르센, 라이너 마리아 릴케, 슈테판 게오르게, 에드거 앨런 포, 모리스 마테를링크, 프란츠 카프카, 게오르크 트라클, H. P. 러브크래프트 등이 시도했다.

## 같이 보기
- 자유시 (문학)
- 부 (문학)
- 가사 (문학)
- 플래시 픽션